# Station Różanystok
Station Różanystok is een spoorwegstation in de Poolse plaats Różanystok.